# Goniacodon
Goniacodon es un género extinto de mesoniquios trisodóntido que vivieron durante el Daniense en Norteamérica. 
- Datos: Q4703586